# Kaouboul (Zinder)
Kaouboul (auch: Kao Boul, Kaou Boul, Koboul) ist ein Dorf im Arrondissement Zinder III der Stadt Zinder in Niger.

## Geographie
Das von einem traditionellen Ortsvorsteher (chef traditionnel) geleitete Dorf befindet sich nördlich des Stadtzentrums im ländlichen Gemeindegebiet von Zinder, der Hauptstadt der gleichnamigen Region Zinder. Die Nachbardörfer von Kaouboul sind Keltafideck im Süden und Guiyayi im Südwesten. Die umliegenden Weiler heißen – von Nordwesten bis Südosten – Garin Aréwa Kaouboul, Makoïssa Kaouboul, Kotchambari, Garin Wanzam und Sansanwa.
Wie im gesamten Gemeindegebiet von Zinder herrscht das Klima der Sahelzone vor, mit einer durchschnittlichen jährlichen Niederschlagsmenge zwischen 300 und 400 mm.

## Geschichte
Bei einer Untersuchung im Jahr 1990 wurde beim Befall mit der Saugwürmer-Art Schistosoma haematobium unter den 10- bis 13-Jährigen im Ort eine Prävalenz von 14 Prozent festgestellt.

## Bevölkerung
Bei der Volkszählung 2012 hatte Kaouboul 201 Einwohner, die in 36 Haushalten lebten. Bei der Volkszählung 2001 betrug die Einwohnerzahl 281 in 48 Haushalten und bei der Volkszählung 1988 belief sich die Einwohnerzahl auf 989 in 170 Haushalten.

## Wirtschaft und Infrastruktur
Es gibt eine Schule im Dorf.